# Émile Marcelin (Komponist)
Émile Lucas Marcelin (* 12. Dezember 1906 in Le Havre; † 18. April 1954 in Tourcoing) war ein französischer Komponist.

## Leben
Der Sohn des Tenors Émile Marcelin studierte am Conservatoire de Paris bei Jean und Noël Gallon und bei Henri Busser. Nach Preisen in Harmonielehre, Kontrapunkt, Fuge und Dirigieren am Conservatoire gewann Marcelin 19322 mit der Kantate Le Pardon den Ersten Second Grand Prix de Rome.
1935 wurde er zum Leiter des Konservatoriums von Saint-Quentin berufen. Der Beginn des Zweiten Weltkriegs unterbrach seine musikalische Laufbahn, Marcelin leitete ab 1939 eine Abteilung von Sanitätssoldaten. Er kam in deutsche Kriegsgefangenschaft, aus der er nach 18 Monaten 1942 entlassen wurde. Er übernahm dann die Leitung des Konservatoriums von Tourcoing, die er bis zu seinem Tode innehatte, und leitete außerdem die Société des concerts du conservatoire de Tourcoing und die 1854 gegründete Harmonie municipale.
Marcelin komponierte sinfonische Werke, darunter eine sinfonische Dichtung nach den Seerosen von Claude Monet und eine Suite brève, eine Suite für Klavier und Flöte (UA 1943), Lieder mit Klavier- und Orchesterbegleitung sowie kammermusikalische Werke, u. a. Suiten für Oboe und Klavier und für Flöte und Klavier und ein Streichtrio. Für seine Kompositionen wurde er mehrfach ausgezeichnet: mit dem Prix Clamageran-Hérold, dreimal mit dem Prix Yvonne de Gouy d’Arsy (1931–33), dem Prix Lili Boulanger und dem Prix Georges Hüe (1933).